# پیازا باتومی
پیازا باتومی (به انگلیسی: Batumi Piazza) یک میدان‌سرای با سبک ایتالیایی در شهر باتومی، کشور گرجستان است. ساختمان‌های مختلف برجسته ای پیازا را احاطه نموده‌اند که کافه‌هایی در فضای آزاد، هتلها و مراکز خرید دارد. پیازا یکی از محبوبترین و پربازدیدترین مکانهای دیدنی باتومی است، که در منطقهٔ ساحلی به فاصلهٔ ۴ بلوک از دریای سیاه قرار گرفته است.

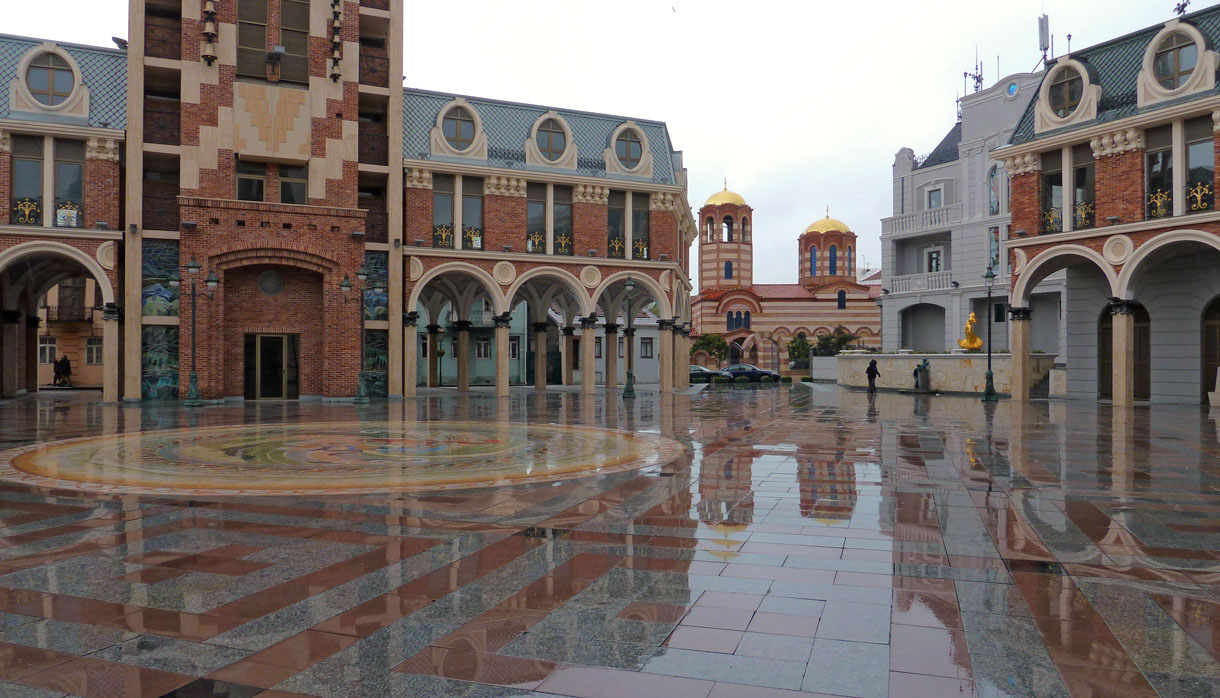
پیازا

## موزائیک کاری
یکی از ویژگی‌های بی نظیر میدان‌سرای پیازا، موزائیک کاری ۱۰۶ متر مربعی سطح مرکزی است. که بزرگ‌ترین نقش تصویری موزائیکی در اروپا انگاشته شده است. ابداع گر آن یک طراح گرجی–سوئیسی به نام، ناتالی دی پیتا امیرجیبی است.
موزائیک در سال ۲۰۱۰، طبق طرح اصلی پیتا–امیرجیبی در کارگاه موزائیک فانتیتی ابوظبی، ساخته شد. به محض اینکه موزائیک‌ها آماده شدند، به باتومی منتقل شده و تکه به تکه تحت نظارت مستقیم ناتالی دی پیتا امیرجیبی، در اوت سال ۲۰۱۰ کنار هم چیده شدند.
طراحی مفهومی ساختار کامل موزائیک کاری، نمایان کننده یک هماهنگی میان بخشهای دریا و توسعه بی حد و حصر فضای شهرنشینی مدرن است. نقش موزائیک کاری ترکیبی از هشت دایره است که در میان یکدیگر قرار گرفته‌اند، ما را به یاد گردابهای دریا می‌اندازد. هر دایره با تکه‌های استعاره ای و تزئینی، آذین بندی شده است که در دایره مرکزی نقش استعاره ای از پیکر پنج زن است. این پنج پیکر به رنگ قرمز، آبی روشن، صورتی، بنفش و سبز، به مثابه خون خدایان دریا، ملبس شده‌اند. رنگ‌هایی که برای الهه‌ها در نظر گرفته شده است با شخصیت هر کدام هماهنگ است. در ضمن، معروف است که الگوی اولیه پیکر مرکزی نقش هنری، حوری دریایی کوچک، یک دختر طراح پنج ساله به نام رومینا بود.
این طرح از ۸۸٬۲۴۴٬۷۳۵ برش و تکمیل تکه‌ها در ابعاد ۱ سانتی‌متر مربع و اتصال ۱٬۷۶۴٬۸۹۵ تکه به یکدیگر، ایجاد شد. سنگ مرمر مورد استفاده برای موزائیک کاری از ۱۵ کشور مختلف آورده شد. هرچند مواد استفاده شده برای نشان دادن رنگ بنفش لباس الهه دریا و بخش تیره لباس قرمز پیکره دیگر، از رنگ لاجوردی و سرامیک هستند.